# She Came Home For Christmas
She Came Home For Christmas為丹麥樂團Mew於2002年所發行的單曲，出自2003年的專輯《Frengers》。
這是She Came Home For Christmas一曲的第三次單曲發行，但收錄的版本與前兩次不同，而是使用《Frengers》的專輯版本。
此次出版以正方形紙殼包裝，並限量編號發行於英國與丹麥地區。

## 曲目
- 英國 (6734072)

1. She Came Home For Christmas – 3:54

- 丹麥 (EVLCDM7)

1. She Came Home For Christmas – 3:54

## 音樂錄影帶
隨著She Came Home For Christmas的重新發行，音樂錄影帶也以發行於1997年的版本為基礎，刪除原本穿插於其中的樂團影像，重新發表為新版音樂錄影帶，此版本並同時做為現場表演時的背景動畫。

## 外部連結
- 新版音樂錄影帶（页面存档备份，存于）
- 舊版音樂錄影帶（页面存档备份，存于）（包含樂團演奏影像）